# Tomuzlovka
La Tomuzlovka (in russo Томузловка?) è un fiume della Russia europea meridionale; è un affluente di sinistra della Kuma. Scorre nel Territorio di Stavropol'. 
Il fiume ha origine sulle alture Prikalausskie e scorre prevalentemente in direzione orientale in una pianura della steppa dove sono stati creati circa 80 stagni e piccoli bacini e sfocia nella Kuma alla periferia di Budënnovsk. Ha una lunghezza di 122 km, il suo bacino è di 3 390 km².